# Idioma bubi
La lengua bohobé o bubi es hablada por la etnia bubi de la isla de Bioko, Guinea Ecuatorial.
Cuenta aproximadamente con 40 000 hablantes, con tres variantes: Norte, Sur y Centro-Este. Filogenéticamente es una lengua bantú que conserva arcaísmos nucleares del tronco Níger-Congo, antes de su ramificación, por lo que se considera que es una de las más antiguas de África, tiene carácter tonal y destaca por la divergencia de vocablos según el género. 
Se ha publicado una gramática y se han editado diversos diccionarios por el profesor Justo Bolekia Boleká.

## Fonología

### Vocales
El bubi tiene 7 vocales que cada una de ellas pueden ser cortas o largas:
|              | Anteriores (corta/larga) | Posteriores (corta/larga) |
| ------------ | ------------------------ | ------------------------- |
| Cerradas     | i iː (ĩ)                 | u uː (ũ)                  |
| Semicerradas | e eː (ẽ)                 | o oː (õ)                  |
| Semiabiertas | ɛ ɛː (ɛ̃)                 | ɔ ɔː (ɔ̃)                  |
| Abiertas     | a aː (ã)                 | a aː (ã)                  |

Las vocales nasales son alófonos de respectivas vocales orales.

### Tonos
Hay dos tonos; alto y bajo.

### Consonantes
El bubi tiene 20 consonantes. Algunas de ellas pueden prenasalizarse:
|             | Labial    | Dental | Alveolar  | Alveolopalatar | Velar | Glotal |
| ----------- | --------- | ------ | --------- | -------------- | ----- | ------ |
| Nasal       | m m̥       |        | n n̥       | ɲ              |       |        |
| Plosiva     | p b mp mb |        | t d nt nd | c ɟ ɲc ɲɟ      | k ɡ   | ʔ      |
| Fricativo   | f v       | (θ)    | s ns      |                |       | h      |
| Aproximante |           | l      |           | j              | w     |        |
| Radical     |           | ɾ      |           |                |       |        |

/θ/ solo se usa en castellanismos y puede ser sustituido por /s/.

## Variantes
El bubi presenta variaciones dialectales, a continuación se presenta una comparación léxica de los numerales del 1 al 10:
| GLOSA | Bubi septentrional           | Bubi noroccidental   | Bubi meridional     |
| ----- | ---------------------------- | -------------------- | ------------------- |
| '1'   | buule                        | buule                | muule               |
| '2'   | eppa                         | eppa                 | memba               |
| '3'   | betta                        | betta                | metta               |
| '4'   | yeele                        | yeele                | myeeme              |
| '5'   | betto                        | betto                | metto               |
| '6'   | ra'a 6                       | ra'a 6               | metto na muule 5+1  |
| '7'   | ra'a la buule 6+1            | ra'a la buule 6+1    | metto na memba 5+2  |
| '8'   | yeele ketoppa 4x2            | ra'a la eppa 6+2     | metto na metta 5+3  |
| '9'   | yeele ketoppa la buule 4x2+1 | baa buule ka yo 10-1 | metto na myeene 5+4 |
| '10'  | yo                           | yo                   | myo                 |